# Arthur Capper

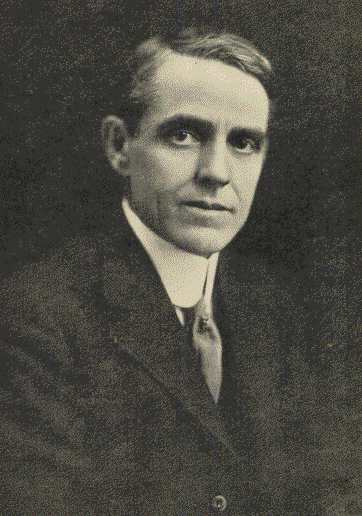
Arthur Capper

Arthur Capper (* 14. Juli 1865 in Garnett, Anderson County, Kansas; † 19. Dezember 1951 in Topeka, Kansas) war ein US-amerikanischer Politiker und von 1915 bis 1919 der 20. Gouverneur von Kansas. Diesen Bundesstaat vertrat er auch im US-Senat.

## Frühe Jahre und politischer Aufstieg
Arthur Capper besuchte die örtlichen Schulen seiner Heimat. Nach seinem Highschool-Abschluss im Jahr 1884 machte er eine Lehre im Druckereigewerbe. Im Laufe der Zeit erwarb er mehrere Zeitungen, die er dann auch in der Hauptstadt Topeka herausgab. Capper war Mitglied der Republikanischen Partei. Sein erstes öffentliches Amt erhielt er im Jahr 1910 als Mitglied des Aufsichtsrats des Kansas Agricultural College. Diese Funktion hatte er drei Jahre inne. 1912 bewarb sich Capper erstmals um das Amt des Gouverneurs. Damals unterlag er George H. Hodges. Im Jahr 1914 gelang es ihm, sich die Nominierung seiner Partei für die Gouverneurswahlen zu sichern.

## Gouverneur von Kansas
Nach der erfolgreichen Wahl konnte Capper sein neues Amt am 11. Januar 1915 antreten. Nach einer Wiederwahl im Jahr 1916 konnte er eine insgesamt vierjährige Amtszeit absolvieren. In dieser Zeit wurden einige Regierungsausschüsse zusammengelegt, nicht effiziente Regierungsabteilungen wurden ganz aufgelöst. Auf der anderen Seite wurde ein Rentenausschuss neu ins Leben gerufen und mit der Highway Commission eine Abteilung zur Betreuung der Fernstraßen geschaffen. Das geschah vor dem Hintergrund des wachsenden Verkehrsaufkommens durch Automobile und andere motorisierte Fahrzeuge. Das Prohibitionsgesetz von Kansas wurde nochmals verschärft. Seine zweite Amtszeit war von den Ereignissen um den Ersten Weltkrieg überschattet. Seit April 1917 befanden sich die USA im Kriegszustand. Es gehörte nun zu den Aufgaben des Gouverneurs, für die Umstellung der Industrieproduktion auf Rüstungsgüter zu sorgen und gleichzeitig Soldaten für die Streitkräfte zu rekrutieren.

## Weiterer Lebenslauf
Nach dem Ablauf seiner Amtszeit im Januar 1919 wurde er in den US-Senat gewählt. Dort verblieb er zwischen dem 4. März 1919 und dem 3. Januar 1949. In dieser Zeit war er Mitglied verschiedener Senatsausschüsse. Ungewöhnlich für einen Republikaner war seine weitreichende Unterstützung der Politik des demokratischen Präsidenten Franklin D. Roosevelt. Im Jahr 1923 brachte er einen Antrag im Senat ein, der ein Verbot von Mischehen zwischen den Rassen vorsah. Nach großem Protest, vor allem der afroamerikanischen Organisationen, musste er diesen Antrag wieder zurückziehen. Nach seinem Rückzug aus Washington im Jahr 1949 kümmerte er sich wieder um seine Zeitungen. Arthur Capper starb im Dezember 1951. Er war mit Florence Crawford, der Tochter des früheren Gouverneurs Samuel J. Crawford verheiratet.